# El Dr. Jekyll i la seva germana Hyde
El Dr. Jekyll i la seva germana Hyde (títol original en anglès: Dr. Jekyll and Sister Hyde) és una pel·lícula britànica dirigida per Roy Ward Baker, del 1971. Tot és gairebé a nivell d'aquest joc de paraules entre « Mister » i « Sister» en aquesta relectura « desviada » de la novel·la de R. L. Stevenson. Aquesta pel·lícula ha estat doblada al català.

## Argument
Com en l'obra literària L'Estrany Cas del doctor Jekyll i del Sr. Hyde, el doctor Jekyll s'aïlla cada vegada més sovint i molt de temps per portar a terme les seves recerques orientades cap al descobriment d'una substància que combati les malalties. Aquest comportament intriga els seus veïns de dalt i... frustra en particular la seva jove veïna. La nova orientació que Jekyll dona als seus treballs sorprèn el seu col·lega i mestre, mentre joves dones del barri són assassinades.
En aquest començament del decenni de 1970, la Hammer Films, llavors en pèrdua de velocitat, prova de posar un punt d'erotisme als clàssics temes de terror que havien estat abans un èxit.
A més de la seva evident il·lustració de dualitat sexual que la desmarca de totes les altres, aquesta nova variació del mite creat per Stevenson fa coincidir el seu relat amb dos de notoris elements històrics que tanmateix més de mig segle separa: Jack l'Esbudellador i els homicidis del duo de resurreccionistes Burke i Hare.
L'actor Ralph Bates, protagonista d'Els Horrors de Frankenstein (1970) de Jimmy Sangster, va ser proposat com un probable relleu a Peter Cushing i Christopher Lee, estrelles del decenni precedent.
Creador de la famosa sèrie The Avengers, el guionista Brian Clemens col·laborarà una segona vegada amb la Hammer per posar en escena la seva única pel·lícula com a realitzador, Captain Kronos - Vampire Hunter (1974).

## Repartiment
- Ralph Bates: El Doctor Jekyll
- Martine Beswick: Sister Hyde
- Gerald Sim: el Professor Robertson
- Lewis Fiander: Howard
- Susan Broderick: Susan
- Dorothy Alison: Sra. Spencer
- Ivor Dean: Burke
- Philip Madoc: Byker
- Irene Bradshaw: Yvonne
- Neil Wilson: el vell policia
- Paul Whitsun-Jones: el sergent Danvers
- Tony Calvin: Hare
- Dan Meaden: Town Crier
- Virginia Wetherell: Betsy

## Al voltant de la pel·lícula
- El rodatge s'ha desenvolupat als estudis d'Elstree
- El paper de Sister Hyde va ser primer de tot proposat a Caroline Munro[4] que el va refusar a causa de les escenes de nus.